# Windows 8
Windows 8 je naslednik Microsoftovega  operacijskega sistema Windows 7. Namenjen namiznim, prenosnim, tabličnim in all-in-one računalnikom. Izdan je bil 26. oktobra 2012.

## Razvoj
Windows 8 je bil prvič omenjen na BUILD konferenci septembra 2011. Microsoft je omenil tudi, da bo Windows 8 namenjen tudi tabličnim računalnikon, ki so gnani na procesorjih ARM. Microsoftu je aprila 2011 ušla prva razvojna različica z razvojno oznako Build 7850. Z Windowsom 8 se je Microsoft želil posvetiti predvsem tabličnim računalnikom ter tako konkurirati Google Android-u in Apple iOS-u. Verzija za tablične računalnike in naprave s procesorjem ARM je namenjena verzija Windows RT. Računalnikom in napravam s procesorjem Intel pa je namenjena verzija Windows 8. Windows 8 Developer Preview, preizkusna verzija za razvijalce je izšla 13. septembra 2011. Verzija je imela podobne sistemske zahteve kot Windows 7. 
19.februarja 2012 je Microsoft pokazal nov logotip za Windows. Logotip je izdelala Paula Scher iz oblikovalskega studia Pentagram.
29.februarja 2012 je izšla verzija Windows 8 Consumer Preview, beta verzija Windows-a 8 z oznako Build 8250. Ta verzija ni vsebovala vsem znanega gumba Start ki je izšel z Windowsom 95. Verzija Consumer Preview se je iztekla skupaj z verzijo Developer Preview, 15. januarja 2013.

## Izid
1.avgusta 2012 je Windows 8 (Build 9200) bil izdan računalniškim podjetjem (release to manufacturing) s številko 6.2.9200.16384. Microsoft je organiziral prireditev tako imenovano "launch event" 25.oktobra 2012 en dan pred uradnim izidom Windowsa 8. Samo en dan po izidu računalnuškim podjetjem se je na spletu že znašla finalna različica Windows 8 Enterprise N. Avgusta 15. 2012 je Windows 8 bil na voljo naročnikom na Microsoftov TechNet   
Tako je Windows 8 bil na voljo vsem uporabnikom 26. oktobra 2012. Windows 8 je bil na voljo v dveh izdajah in sicer v izdaji Windows 8 in Windows 8 Pro